# 聖橡鎮少年

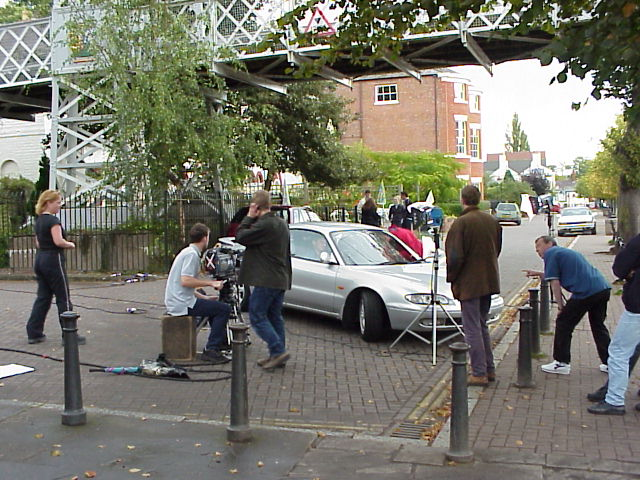
聖橡鎮少年拍摄现场

《聖橡鎮少年》是一部英國的電視肥皂劇，自1995年10月23日開始在英國第四台播出。電視劇的舞台是位於車士打郊區的一座名為聖橡鎮（Hollyoaks）的城鎮。該電視劇起用了大量16至35歲的年輕演員。雖然《聖橡鎮少年》是英國正在播出的肥皂劇中歷史最短的，但已經獲得眾多獎項的肯定。

## 外部連結
- Hollyoaks （页面存档备份，存于） at E4.com
- Hollyoaks at Lime Pictures
- Hollyoaks （页面存档备份，存于） at Digital Spy
- Hollyoaks （页面存档备份，存于） at What's on TV